# 瑙索里

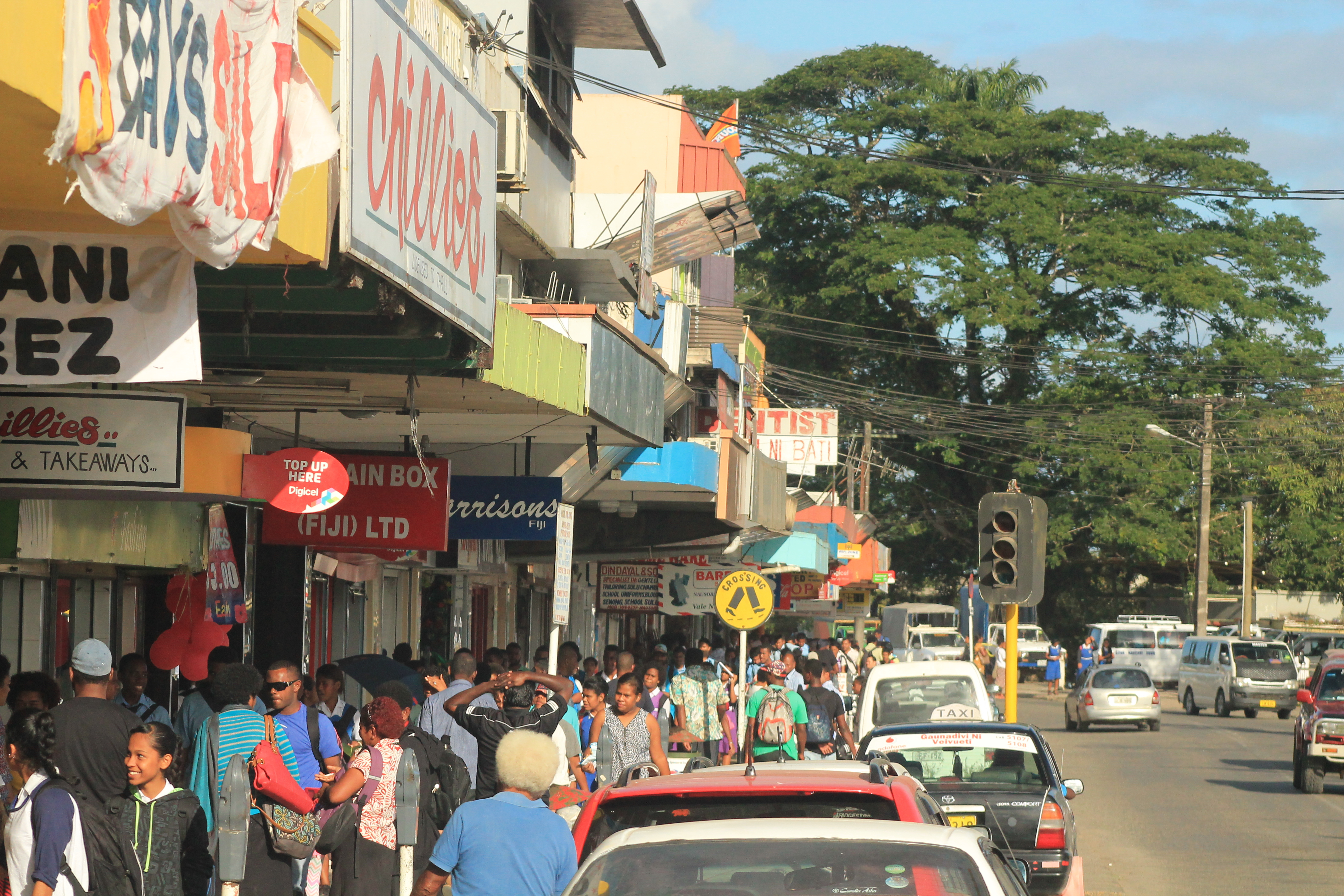
瑙索里

瑙索里（發音：[nɔu̯sori]）是太平洋島國斐濟的城鎮，距離首都蘇瓦19公里，2007年人口47,064，是全國人口第4大城市。
2006年，橫跨雷瓦河的大橋啟用，接連瑙索里和蘇瓦，橋道全長425米。

## 外部連結
- Fiji Government page for Nausori

18°01′28″S 178°32′44″E / 18.024445°S 178.545427°E